# واقعه دختران قوچان
واقعهٔ دختران قوچان اشاره به ماجرای فروش دختران قوچان به عنوان مالیات به ترکمان‌ها و ارمنی‌های عشق‌آباد در زمان قاجار در بهار و پائیز ۱۳۲۳ هجری قمری (مصادف با ۱۹۰۵ میلادی و ۱۲۸۴ هجری شمسی) در عصر حکومت غلامرضاخان اینانلو و پسرش امیرحسین خان در خراسان اشاره دارد. در بحبوحهٔ انقلاب مشروطه و شکل‌گیری مجلس، این ماجرا در فضای عمومی ایران جنجال‌انگیز شد.
افسانه نجم‌آبادی در کتاب حکایت دختران قوچان به بررسی این واقعهٔ تاریخی پرداخته است. 

## در ادبیات و هنر
- علی‌اکبر دهخدا در آن زمان تصنیف دختران قوچان را در این زمینه با ترجیع «ای خدا کسی فکر ما نیست» در ستون چرند و پرند منتشر کرد.[۳][۴]

- حمیدرضا شاه‌آبادی در داستان لالایی برای دختر مرده به این ماجرا اشاره کرده است.[۵]

- نمایش «مجلس بلبشو جور کردن» نوشته و کار فرشید قلی‌پور، روایتی از همین تراژدی است.[۶]

- احمد کسروی در این باره می‌نویسد:[۷]

ایرانیان عشق‌آباد، تلگرافی به مجلس فرستاده بودند بدین‌سان: «ما به چشم خود دیدیم که اطفالِ قوچانی‌ها را در عشق‌آباد مثل گوسفند و سایر حیوانات به ترکمانان می‌فروختند و کسی نبود دادرسی نماید…» در نشست ششم اسفند (۱۳ محرم) میرزا محمود کتابفروش آگاهی‌های گشاده‌تری در آن باره داده چنین گفت که داستان دو تاست: یکی آن که در سال گذشته در خراسان ملخ‌خواری شده و کشت‌ها بار نداده بود. مردم به شاه نامه نوشته و دادخواهی کردند و شاه گفت کسی برای بازرسی فرستاده شود. ولی عین‌الدّوله گوش نداد و آصف‌الدّوله [حکمران خراسان] و کارکنان او فشار آورده مالیات خواستند و مردم ناگزیر شده دختران خود را فروختند که ترکمانها خریدند. دیگر آن که سالار مُفخّم بجنوردی از سوی دولت برای جلوگیری از تاخت و تاراج ترکمان‌ها می‌بود و سالانه پولی از آن باره می‌گرفتی، ولی آصف الدّوله آن پول را بُرید و او نیز ترکمانان را برانگیخت که به خاک قوچان ریختند و پس از کشتار و تاراج شصت تن از زنان و دختران را دستگیر کرده با خود بردند و در عشق‌آباد فروختند.